# Dlhé pleso (Veľká Studená dolina)
Dlhé pleso je karové pleso ve Velké Studené dolině ve Vysokých Tatrách na Slovensku. Má rozlohu 1,1175 ha, je 274 m dlouhé a 53 m široké. Dosahuje maximální hloubky 7,2 m a objemu 24 270 m³. Leží v nadmořské výšce 1894 m.

## Okolí
Pleso se nachází u Slavkovské galerie v Dlhé kotlině v horní části Velké Studené doliny. Jižně od plesa se zvedá hřeben, který vychází na severovýchod z Východní Slavkovské veže. Severně nad plesem stojí Zbojnícka chata.

## Vodní režim
Je to stálé pleso bez povrchového přítoku. Napájí ho ze severozápadu Zbojnícky potok přitékající pod kamením a suťoviskem z Nižného Zbojníckeho plesa. Odtéká na východ a napájí Vareškové oko a později Vareškové pleso a je pravou zdrojnicí Veľkého Studeného potoka. Rozměry jezera v průběhu času zachycuje tabulka:
| Rok     | Měření prováděl   | Rozloha ha | Délka m | Šířka m | Hloubka max.m | Objem m³ |
| ------- | ----------------- | ---------- | ------- | ------- | ------------- | -------- |
| 1931–32 | Józef Szaflarski  | 1,124      | 274     | 60      | 6,8           | [ 2 ]    |
| 1961–67 | pracovníci TANAPu | 1,60       | 274     | 53      | 7,2           | [ 2 ]    |
| 2005    | Gregor, Pacl      | 1,1175     | [ 2 ]   | [ 2 ]   | 7,2           | 24 270   |

## Přístup
Pleso je přístupné pro veřejnost od 16. června do 31. října po  turistické značce, která prochází nad severním břehem jezera.
- od Rainerovy chaty trvá výstup asi 2 hodiny a 10 minut,
- od Zbojnícke chaty trvá sestup asi 10 minut.